# شهرستان کسیوسکو (ایندیانا)
شهرستان کسیوسکو، ایندیانا (به انگلیسی: Kosciusko County, Indiana) شهرستانی در ایالات متحده آمریکا است که در ایندیانا واقع شده‌است.